# Samaratijd
Samaratijd (Russisch: самарское время; samarskoje vremja) of SAMT, vernoemd naar de stad Samara, is een tijdzone in Rusland die 4 uur voorloopt op UTC (UTC+4) en 1 uur op Moskoutijd (MSK+1). Samarazomertijd (SAMST) was gelijk aan UTC+5, nog steeds 1 uur voor op Moskou (MSD+1). De tijdzone werd opgeheven in 2010, toen beide deelgebieden die de tijd hanteerden overgingen op UTC+3 (Moskoutijd). In 2014 werd de tijdzone weer ingevoerd. Een jaarlijkse overstap van winter- naar zomertijd en terug wordt in Rusland sinds 2011 niet meer uitgevoerd. SAMST wordt dan ook niet meer gebruikt.

## Deelgebieden met Samaratijd
- oblast Astrachan
- oblast Oeljanovsk
- oblast Samara
- oblast Wolgograd
- Oedmoertië

## Steden met Samaratijd
Steden met meer dan 100.000 inwoners met Samaratijd:
- Astrachan
- Dimitrovgrad
- Glazov
- Izjevsk
- Kamysjin
- Novokoejbysjevsk
- Oeljanovsk
- Samara
- Sarapoel
- Syzran
- Toljatti
- Volzjski
- Wolgograd